# Gouslitsa
La rivière Gouslitsa (en russe : Гуслица), également appelée Gouslianka (Гусля́нка) est un cours d'eau de l'oblast de Moscou, en Russie, et un affluent de la Nerskaïa, dans le bassin de la Volga.

## Géographie

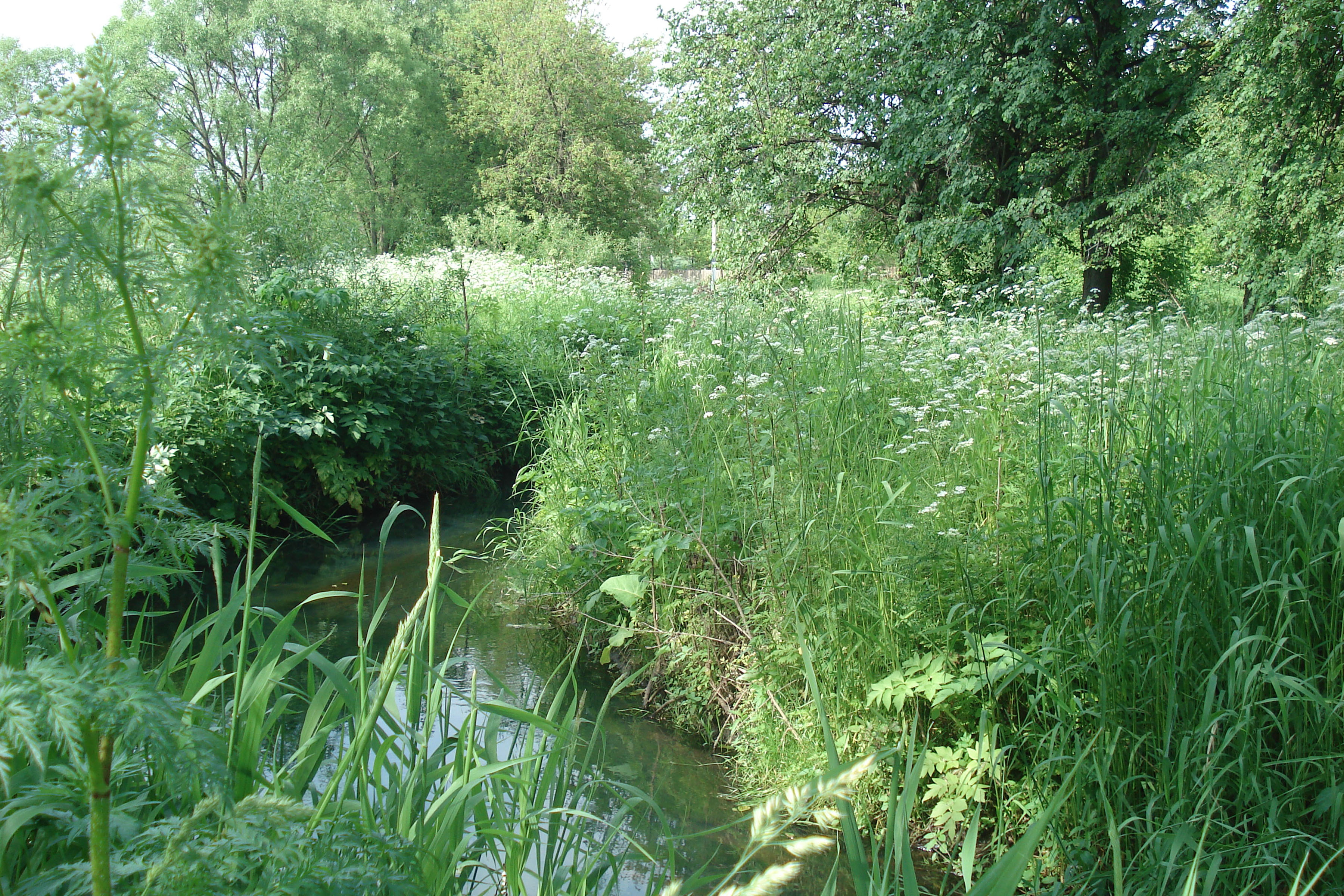
La Gouslitsa à Iegorievsk.

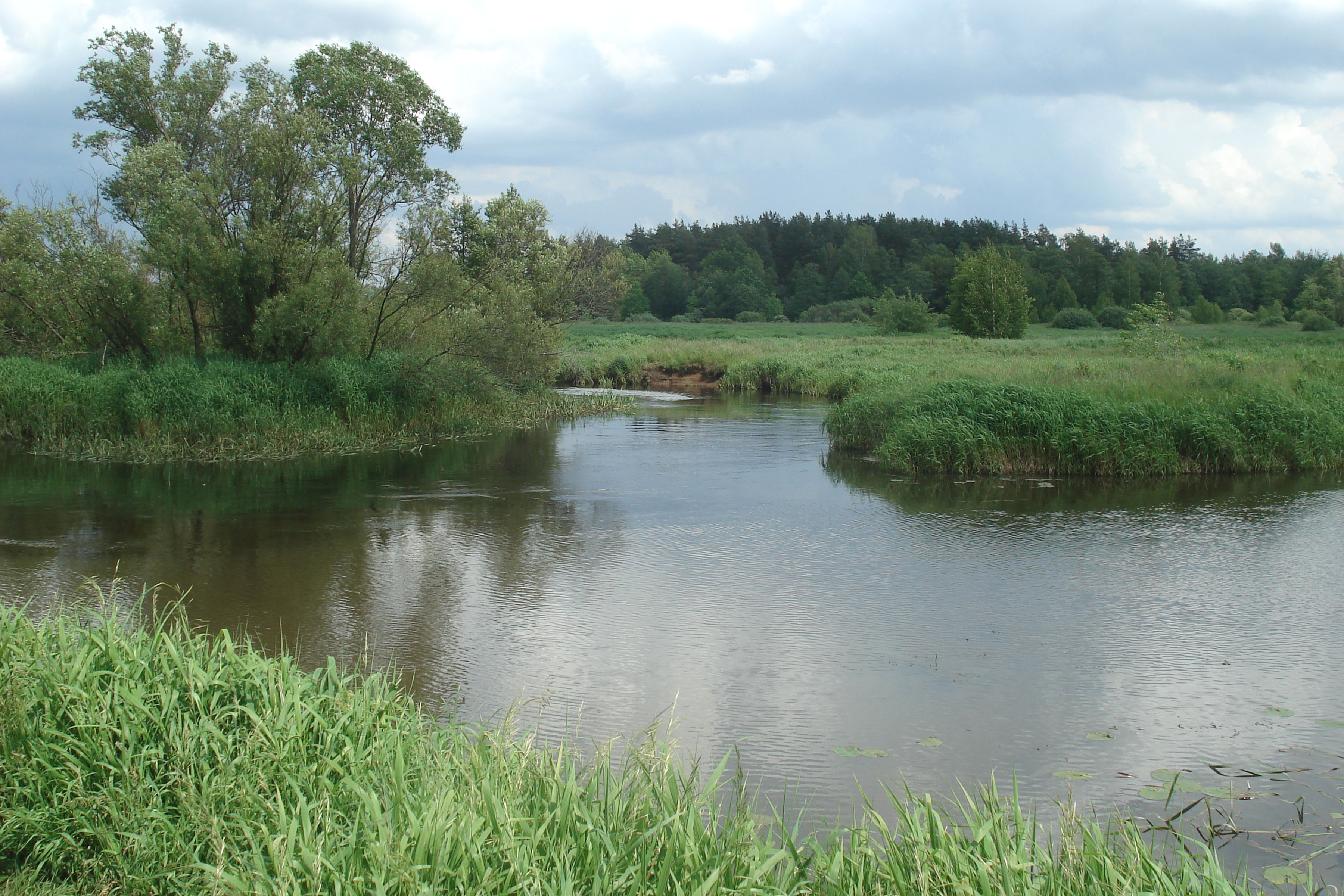
La rivière Gouslitsa, à son point de confluence avec la Nerskaïa près du village de Khoteïtchi.

Le raïon d'Orekhovo Zouïevo dans l'Oblast de Moscou.

Longue de 36 km, la Gouslitsa prend sa source près de la ville de Iegorievsk. Son cours se dirige d'abord vers le nord, puis oblique vers l'est avant de rejoindre la Nerskaïa près du village de Khoteïtchi (en)  Le cours supérieur de la rivière, jusqu'au village d'Illinski Pogost (en), traverse une région densément peuplée sans forêt. Son cours se trouve en totalité compris dans les limites du raïon d'Orekhovo Zouïevo (ru).
La Goustitsa gèle habituellement en novembre ou début décembre jusqu'à la fin mars-avril.
Elle arrose la ville de Iegorievsk et les villages d'Illinski Pogost et Slobodichtche. 
La Gouslitsa a donné son nom à une région de la partie orientale de l'oblast de Moscou, connue pour être principalement habitée par des orthodoxes vieux-croyants.

## Affluents
- Desna (rg), 25 km
- Shuvoyka (en), rd, 12 km
- Silenka (ru),

## Hydrologie
La superficie du bassin versant de la Gouslitsa est de 368 km2.

## Source
- (en) Cet article est partiellement ou en totalité issu de l’article de Wikipédia en anglais intitulé « Guslitsa River » (voir la liste des auteurs).